# ジェームズ・ハミルトン (第2代クランブラシル伯爵)

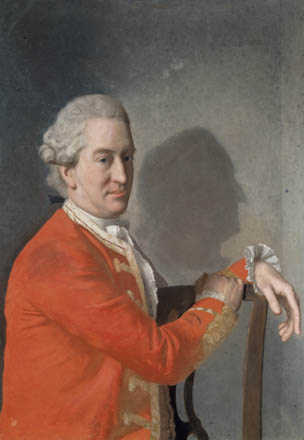
ジャン＝エティエンヌ・リオタールによる肖像画

第2代クランブラシル伯爵ジェームズ・ハミルトン（英語: James Hamilton, 2nd Earl of Clanbrassil KP PC (Ire)、1730年8月23日 – 1798年2月6日）は、アイルランド王国出身の貴族、政治家。トーリー党所属。

## 生涯
初代クランブラシル伯爵ジェームズ・ハミルトンとヘンリエッタ・ベンティンク（Henrietta Bentinck、1792年6月10日没、ウィリアム・ベンティンクの娘）の息子として、1730年8月23日に生まれた。
1755年から1758年までミドルトン選挙区の代表としてアイルランド庶民院議員を務め、1757年にラウス県長官を務めた。1758年3月17日に父が死去するとクランブラシル伯爵位を継承、4月10日にアイルランド貴族院議員に就任した。同年から1798年に死去するまでラウス県総督を、1769年から1798年に死去するまでラウス首席治安判事を務め、1766年7月4日にアイルランド枢密院の枢密顧問官に任命された。
1768年イギリス総選挙でヘルストン選挙区から出馬して、無投票でグレートブリテン庶民院議員に当選、議会では与党を支持する投票をしたが、演説の記録はなかった。首相のノース卿フレデリック・ノースはアイルランド総督の初代ハーコート伯爵サイモン・ハーコートへの手紙で「政権の力を借りずに庶民院に入り、引き立てを求めたこともなかったが、庶民院会議に恒常的に出席し、常に政府を支持した」とクランブラシル伯爵を称えた。
1783年2月5日に聖パトリック騎士団が創設されると、同年3月11日に定員15名のうちの1人に選出された。
1798年2月6日にタリーモア（Tullymore）で死去、後継者がおらず爵位は全て廃絶した。

## 人物
1774年時点で前歯を全て失っており、「その年にしては老けてみえた」（He looks old of his age）とする形容があった。

## 家族
1774年5月21日、グレース・フォーリー（Grace Foley、1743年1月1日 – 1813年1月9日、初代フォーリー男爵トマス・フォーリーの娘）と結婚した。